# Jacques Futrelle
Jacques Heath Futrelle (9 de abril de 1875 — 15 de abril de 1912) foi um jornalista e escritor americano. Ele é melhor conhecido por escrever livros de ficção e mistério apresentando o professor Augustus S. F. X. Van Dusen, também conhecido como "The Thinking Machine" por sua aplicação da lógica à todas e quaisquer situações. Futrelle morreu no naufrágio do RMS Titanic.

## Vida pessoal
Em 1895 casou-se com a escritora Lily May Peel, com quem teve dois filhos: Virginia e Jacques "John" Jr.

## Morte
Retornando da Europa a bordo do RMS Titanic, Futrelle, passageiro da primeira classe, recusou-se a embarcar em um bote salva-vidas, insistindo que sua esposa embarcasse, a ponto de forçá-la para dentro de um deles. Sua esposa lembra-se da última vez que o viu: ele estava fumando um charuto no convés com John Jacob Astor IV. Futrelle pereceu no Atlântico Norte e seu corpo nunca foi recuperado.
Em 29 de julho de 1912, a mãe de Futrelle, Linnie Futrelle, morreu em sua casa na Geórgia; sua morte foi atribuída à tristeza pela morte do filho.

## Obras selecionadas

### Romances
- The Chase of the Golden Plate (1906)
- The Simple Case of Susan (1908)
- The Diamond Master (1909)[5] – adaptado como um "photoplay de três bobinas pela Eclair Co. " em 1914[6] e como seriados de filmes mudos The Diamond Master (1929)
- Elusive Isabel (1909)
- The High Hand (1911)
- My Lady's Garter (1912)
- Blind Man's Bluff (1914)

### Coleções de contos
- The Thinking Machine (1907)
  - "The Flaming Phantom"
  - "The Great Auto Mystery"
  - "The Man Who Was Lost"
  - "The Mystery of a Studio"
  - "The Problem of Cell 13" (1905)
  - "The Ralston Bank Burglary"
  - "The Scarlet Thread"
- The Thinking Machine on the Case (1908), título do Reino Unido The Professor on the Case
  - "The Stolen Rubens"

### Histórias curtas
- "The Problem of Cell 13" (1905)
- The Gray Ghost (Perth Daily News, 30 September 1905)
- The Man Who Found Kansas (Metropolitan Magazine, April 1906)
- "The Phantom Motor"[7]
- "The Grinning God" (The Sunday Magazine)[8]
  - I. "Wraiths of the Storm", by May Futrelle
  - II. "The House That Was", by Jacques Futrelle

Neste experimento literário, The Thinking Machine fornece uma solução racional para os eventos aparentemente impossíveis e sobrenaturais de uma história de fantasmas escrita pela Sra. Futrelle.